# Seznam medailistů na mistrovství Československa a Česka mužů a žen v běhu na 10 000 m

### Muži
| Rok          | Místo                      | Zlato               | Výkon           | Stříbro                | Bronz               |
| ------------ | -------------------------- | ------------------- | --------------- | ---------------------- | ------------------- |
| MR ČSR 1945  | Praha                      | Emil Diringer       | 33:44,0         | Jaroslav Štrupp        | Antonín Vaněk       |
| MR ČSR 1946  | Praha                      | Emil Diringer       | 33:05,6         | František Jílek        | Václav Weisshäutel  |
| MR ČSR 1947  | Praha                      | František Jílek     | 33:39,0         | Přemysl Dolenský       | Antonín Špiroch     |
| MR ČSR 1948  | Praha                      | Emil Diringer       | 32:47,4         | Jindřich Novák         | František Jílek     |
| MR ČSR 1949  | Praha                      | Jaroslav Šourek     | 32:47,2         | Emil Diringer          | František Augustin  |
| MR ČSR 1950  | Bratislava                 | Jaroslav Liška      | 32:08,0         | Miloš Tomis            | František Žanta     |
| MR ČSR 1951  | Brno                       | Jaroslav Liška      | 32:50,8         | Pavel Kantorek         | Jaroslav Šourek     |
| MR ČSR 1952  | Praha                      | Emil Zátopek        | 30:28,4         | Milan Švajgr           | Miloš Tomis         |
| MR ČSR 1953  | Praha                      | Emil Zátopek        | 30:53,6         | Jaroslav Šourek        | Jiří Šantrůček      |
| MR ČSR 1954  | Ostrava                    | Jiří Šantrůček      | 30:34,4         | Ivan Ullsperger        | Miloš Tomis         |
| MR ČSR 1955  | Brno                       | Václav Rudolf       | 31:16,6         | Jaroslav Šourek        | Miroslav Herčík     |
| MR ČSR 1956  | Bratislava                 | Ivan Ullsperger     | 29:54,6         | Miloš Tomis            | Jiří Šantrůček      |
| MR ČSR 1957  | Praha                      | Ivan Ullsperger     | 29:44,4         | Emil Zátopek           | Pavel Kantorek      |
| MR ČSR 1958  | Ostrava                    | Miloš Tomis         | 30:14,6         | Miroslav Česal         | Václav Rudolf       |
| MR ČSR 1959  | Praha                      | Mirko Gräf          | 30:16,0         | Pavel Kantorek         | Václav Chudomel     |
| MR ČSSR 1960 | Brno                       | Mirko Gräf          | 30:26,8         | Miloš Tomis            | Vojtěch Hec         |
| MR ČSSR 1961 | Praha                      | Vojtěch Hec         | 30:22,6         | Miroslav Česal         | Pavel Kantorek      |
| MR ČSSR 1962 | Ostrava                    | Pavel Kantorek      | 30:18,0         | Štefan Tejbus          | Václav Chudomel     |
| MR ČSSR 1963 | Hradec Králové             | Štefan Tejbus       | 30:45,0         | František Kania        | Jaroslav Bohatý     |
| MR ČSSR 1964 | Praha                      | Štefan Tejbus       | 30:02,2         | Václav Chudomel        | Jaroslav Bohatý     |
| MR ČSSR 1965 | Zábřeh                     | Josef Tomáš         | 29:55,4         | Václav Chudomel        | Václav Mládek       |
| MR ČSSR 1966 | Třinec                     | Josef Tomáš         | 29:56,2         | Milan Mader            | Vladimír Balšánek   |
| MR ČSSR 1967 | Sokolov                    | Vladimír Balšánek   | 30:17,6         | František Vaněk        | Václav Mládek       |
| MR ČSSR 1968 | Jablonec nad Nisou         | Václav Mládek       | 29:26,8         | Miroslav Vítkovič      | Jan Bejček          |
| MR ČSSR 1969 | Považská Bystrica          | Václav Mládek       | 29:36,4         | Miroslav Vítkovič      | Jan Bejček          |
| MR ČSSR 1970 | Ostrava                    | Václav Mládek       | 29:37,2         | Vladimír Balšánek      | Jan Bejček          |
| MR ČSSR 1971 | Praha                      | Josef Jánský        | 29:30,8         | Miroslav Vítkovič      | Peter Suchán        |
| MR ČSSR 1972 | Praha                      | Josef Jánský        | 28:49,6         | Peter Suchán           | Pavel Lichnovský    |
| MR ČSSR 1973 | Banská Bystrica            | Josef Jánský        | 29:42,0         | Ondřej Zeleňanský      | Miroslav Vítkovič   |
| MR ČSSR 1974 | Praha                      | Stanislav Hoffman   | 28:34,4         | Josef Jánský           | Peter Suchán        |
| MR ČSSR 1975 | Bratislava                 | Stanislav Hoffman   | 28:52,0         | Peter Suchán           | Miroslav Krsek      |
| MR ČSSR 1976 | Třinec                     | Peter Suchán        | 28:54,6         | Stanislav Petr         | Václav Bulva        |
| MR ČSSR 1977 | Ostrava                    | Alexander Schmidt   | 28:57,6         | Dušan Moravčík         | František Bartoš    |
| MR ČSSR 1978 | Praha                      | Alexander Schmidt   | 28:52,23        | Vlastimil Zwiefelhofer | Karel Gába          |
| MR ČSSR 1979 | Praha                      | František Bartoš    | 29:24,2         | Jindřich Linhart       | Miroslav Bečka      |
| MR ČSSR 1980 | Praha                      | Jiří Sýkora         | 28:19,1 Rek. MR | Martin Vrábeľ          | Stanislav Tábor     |
| MR ČSSR 1981 | Ostrava                    | Martin Vrábeľ       | 29:26,02        | Jindřich Linhart       | Miroslav Krsek      |
| MR ČSSR 1982 | Praha                      | Martin Vrábeľ       | 28:57,24        | Jiří Sýkora            | Jiří Beran          |
| MR ČSSR 1983 | Praha                      | Stanislav Tábor     | 29:52,45        | Jiří Sýkora            | Miroslav Bauckmann  |
| MR ČSSR 1984 | Praha                      | Martin Vrábeľ       | 28:45,34        | Miroslav Kout          | Miroslav Bauckmann  |
| MR ČSSR 1985 | Praha                      | Martin Vrábeľ       | 29:19,02        | Miroslav Bauckmann     | Robert Žižka        |
| MR ČSSR 1986 | Bratislava                 | Martin Vrábeľ       | 28:46,80        | Zdeněk Moravčík        | Ivan Uvizl          |
| MR ČSSR 1987 | Třinec                     | Martin Vrábeľ       | 28:26,58        | Zdeněk Moravčík        | Petr Pipa           |
| MR ČSSR 1988 | Praha                      | Martin Vrábeľ       | 28:45,79        | Ivan Uvizl             | Václav Pařík        |
| MR ČSSR 1989 | Banská Bystrica            | Martin Vrábeľ       | 28:45,05        | Ivan Uvizl             | Lubomír Tesáček     |
| MR ČSFR 1990 | Praha                      | Petr Pipa           | 29:36,18        | Martin Vrábeľ          | Petr Faistauer      |
| MR ČSFR 1991 | Ostrava                    | Róbert Štefko       | 29:06,21        | Luboš Šubrt            | Stanislav Tábor     |
| MR ČSFR 1992 | Nitra                      | Róbert Štefko       | 29:05,90        | Petr Pipa              | Zdeněk Mezuliáník   |
| MR ČR 1993   | Jablonec nad Nisou         | Miroslav Sajler     | 29:44,31        | Luboš Šubrt            | Radomír Soukup      |
| MR ČR 1994   | Jablonec nad Nisou         | Jan Pešava          | 29:25,75        | Jan Bláha              | Martin Wipler       |
| MR ČR 1995   | Ostrava                    | Jan Pešava          | 28:41,55        | Luboš Šubrt            | Martin Horáček      |
| MR ČR 1996   | Praha                      | Jan Pešava          | 28:48,07        | Luboš Šubrt            | Vladimír Vašek      |
| MR ČR 1997   | Třinec                     | Jan Pešava          | 29:28,50        | Jan Bláha              | Jiří Hnilička       |
| MR ČR 1998   | Jablonec nad Nisou         | Jan Pešava          | 29:25,05        | Aleš Drahoňovský       | Petr Veselý         |
| MR ČR 1999   | Ostrava                    | Jiří Hnilička       | 30:18,25        | Miroslav Vítek         | Aleš Drahoňovský    |
| MR ČR 2000   | Plzeň                      | Pavel Faschingbauer | 29:29,18        | Vladimír Vašek         | Miroslav Vítek      |
| MR ČR 2001   | Jablonec nad Nisou         | Pavel Faschingbauer | 29:28,37        | Miroslav Vítek         | Jan Bláha           |
| MR ČR 2002   | Ostrava                    | Pavel Faschingbauer | 29:31,90        | Aleš Drahoňovský       | Jan Bláha           |
| MR ČR 2003   | Olomouc                    | Jan Bláha           | 30:45,26        | Michal Šmíd            | Aleš Drahoňovský    |
| MR ČR 2004   | Plzeň                      | Róbert Štefko       | 29:55,46        | Lubomír Pokorný        | Jan Kreisinger      |
| MR ČR 2005   | Kladno                     | Pavel Faschingbauer | 29:41,17        | Jan Bláha              | Jan Havlíček        |
| MR ČR 2006   | Praha                      | Jan Kreisinger      | 30:02,88        | Róbert Štefko          | Pavel Faschingbauer |
| MR ČR 2007   | Třinec                     | Pavel Faschingbauer | 30:18,52        | Jan Bláha              | Tomáš Blaha         |
| MR ČR 2008   | Tábor                      | Róbert Štefko       | 30:14,16        | Tomáš Bláha            | František Zouhar    |
| MR ČR 2009   | Praha                      | Róbert Štefko       | 30:44,82        | Filip Ospalý           | Martin Frei         |
| MR ČR 2010   | Třinec                     | Martin Kučera       | 31:23,23        | Jiří Homoláč           | Róbert Štefko       |
| MR ČR 2011   | Bílina                     | Milan Kocourek      | 29:31,24        | Jan Kreisinger         | Jiří Homoláč        |
| MR ČR 2012   | Hradec Králové             | Milan Kocourek      | 29:33,56        | Ondřej Fejfar          | Jakub Bajza         |
| MR ČR 2013   | Domažlice                  | Milan Kocourek      | 29:30,20        | Jiří Homoláč           | Jan Kreisinger      |
| MR ČR 2014   | Jičín                      | Milan Kocourek      | 29:30,00        | Jiří Homoláč           | Vít Pavlišta        |
| MR ČR 2015   | Ústí nad Orlicí            | Lukáš Olejníček     | 30:10,58        | Jan Kreisinger         | Lukáš Kourek        |
| MR ČR 2016   | Beroun                     | Lukáš Olejníček     | 31:13.57        | Jan Kohut              | Pavel Kubričan      |
| MR ČR 2017   | České Budějovice           | Vít Pavlišta        | 30:16.45        | Lukáš Olejníček        | Pavel Dymák         |
| MR ČR 2018   | Brno                       | Lukáš Olejníček     | 31:30.26        | David Kákona           | Kamil Krunka        |
| MR ČR 2019   | Břeclav                    | David Foller        | 31:15.90        | Dominik Sádlo          | Kamil Krunka        |
| MR ČR 2020   | Slavkov u Brna 27. 6. 2020 | Vít Pavlišta        | 30:14.01        | Martin Zajíc           | Vladimír Marčík     |
| MR ČR 2021   | Skalica 24. 4. 2021        | Jiří Homoláč        | 29:57.15        | Viktor Šinágl          | Tomáš Jaša          |
| MR ČR 2022   | Otrokovice 24. 4. 2022     | Martin Zajíc        | 30:00.39        | Jiří Homoláč           | Vladimír Marčík     |
| MR ČR 2023   | Žilina 29. 4. 2023         | Martin Zajíc        | 29:39.56        | Matěj Hřebačka         | Jakub Davidík       |
| MR ČR 2024   | Holešov 27. 4. 2024        | Martin Zajíc        | 29:52.34        | Vladimír Marčík        | Lukáš Chwistek      |
| MR ČR 2025   |                            |                     |                 |                        |                     |

### Ženy
| Rok          | Místo                      | Zlato                        | Výkon            | Stříbro                | Bronz                |
| ------------ | -------------------------- | ---------------------------- | ---------------- | ---------------------- | -------------------- |
| MR ČSSR 1984 | Praha                      | Ľudmila Melicherová          | 34:06,99         | Valja Vaňkátová        | Jarmila Urbanová     |
| MR ČSSR 1985 | Praha                      | Katarína Štulíková           | 35:15,25         | Jarmila Urbanová       | Hana Horáková        |
| MR ČSSR 1986 | Bratislava                 | Ľudmila Melicherová          | 33:31,03         | Silvia Pajanová        | Alena Peterková      |
| MR ČSSR 1987 | Třinec                     | Silvia Pajanová              | 35:26,40         | Ivana Môciková         | Valja Vaňkátová      |
| MR ČSSR 1988 | Praha                      | Mária Starovská              | 33:22,19         | Monika Hamhalterová    | Silvia Vargová       |
| MR ČSSR 1989 | Banská Bystrica            | Alena Peterková              | 33:11,70         | Alena Močáriová        | Monika Hamhalterová  |
| MR ČSFR 1990 | Praha                      | Alena Močáriová              | 35:02,40         | Monika Hamhalterová    | Karla Kolenovská     |
| MR ČSFR 1991 | Ostrava                    | Alena Peterková              | 32:53,45         | Ivana Môciková         | Lenka Štanceľová     |
| MR ČSFR 1992 | Nitra                      | Alena Peterková              | 33:58,96         | Radka Pátková          | Anna Baloghová       |
| MR ČR 1993   | Jablonec nad Nisou         | Radka Pátková                | 36:00,18         | Eva Řeřichová          | Dagmar Havlíčková    |
| MR ČR 1994   | Jablonec nad Nisou         | Alena Peterková              | 33:58,98         | Radka Pátková          | Monika Deverová      |
| MR ČR 1995   | Ostrava                    | Monika Deverová-Hamhalterová | 34:27,73         | Věra Horká             | Anna Báčová          |
| MR ČR 1996   | Praha                      | Iva Jurková                  | 34:14,03         | Jana Klimešová         | Věra Horká           |
| MR ČR 1997   | Třinec                     | Iva Jurková                  | 34:23,46         | Monika Deverová        | Renata Kvitová       |
| MR ČR 1998   | Jablonec nad Nisou         | Jana Klimešová               | 35:21,13         | Renata Kvitová         | Monika Deverová      |
| MR ČR 1999   | Ostrava                    | Renata Kvitová               | 35:50,64         | Hana Haroková          | nikdo                |
| MR ČR 2000   | Plzeň                      | Alena Peterková              | 32:27,68 Rek. MR | Petra Drajzajtlová     | Renata Kvitová       |
| MR ČR 2001   | Jablonec nad Nisou         | Marie Volná                  | 34:22,43         | Jitka Bělohlávková     | Hana Haroková        |
| MR ČR 2002   | Ostrava                    | Petra Kamínková              | 33:59,58         | Hana Haroková          | Eva Burdychová       |
| MR ČR 2003   | Olomouc                    | Petra Kamínková              | 33:58,20         | Alena Peterková        | Irena Šádková        |
| MR ČR 2004   | Plzeň                      | Petra Kamínková              | 34:41,97         | Irena Petříková        | Eva Burdychová       |
| MR ČR 2005   | Kladno                     | Petra Kamínková              | 34:18,34         | Irena Petříková        | Marta Vlčovská       |
| MR ČR 2006   | Praha                      | Petra Kamínková              | 35:33,95         | Irena Petříková        | Iva Milesová         |
| MR ČR 2007   | Třinec                     | Petra Kamínková              | 35:51,37         | Ivana Sekyrová         | Irena Petříková      |
| MR ČR 2008   | Tábor                      | Petra Kamínková              | 35:56,95         | Marta Fenclová         | Irena Petříková      |
| MR ČR 2009   | Praha                      | Petra Kamínková              | 35:43,86         | Ivana Sekyrová         | Iva Milešová         |
| MR ČR 2010   | Třinec                     | Petra Kamínková              | 37:04,28         | Ivana Sekyrová         | Eva Nývltová         |
| MR ČR 2011   | Bílina                     | Petra Kamínková              | 35:06,92         | Květoslava Pecková     | Ivana Sekyrová       |
| MR ČR 2012   | Hradec Králové             | Ivana Sekyrová               | 35:12,47         | Květoslava Pecková     | Monika Preibischová  |
| MR ČR 2013   | Domažlice                  | Monika Preibischová          | 34:19,05         | Kristiina Sasínek Mäki | Ivana Sekyrová       |
| MR ČR 2014   | Jičín                      | Lucie Sekanová               | 33:22,90         | Lada Nováková          | Květoslava Pecková   |
| MR ČR 2015   | Ústí nad Orlicí            | Moira Stewartová             | 36:04.54         | Marta Fenclová         | Valerie Soukupová    |
| MR ČR 2016   | Beroun                     | Valerie Soukupová            | 35:15.96         | Moira Stewartová       | Petra Vašinová       |
| MR ČR 2017   | České Budějovice           | Moira Stewartová             | 34:26.11         | Barbora Jíšová         | Adéla Stránská       |
| MR ČR 2018   | Brno                       | Moira Stewartová             | 35:52.37         | Barbora Jíšová         | Adéla Stránská       |
| MR ČR 2019   | Břeclav                    | Moira Stewartová             | 33:24.58         | Hana Homolková         | Martina Vévodová     |
| MR ČR 2020   | Slavkov u Brna 27. 6. 2020 | Moira Stewartová             | 34:20.75         | Marcela Joglová        | Julia-Anna Lily Bell |
| MR ČR 2021   | Skalica 24. 4. 2021        | Moira Stewartová             | 33:35.02         | Tereza Hrochová        | Julia-Anna Lily Bell |
| MR ČR 2022   | Otrokovice 24. 4. 2022     | Moira Stewartová             | 32:51.74         | Tereza Hrochová        | Julia-Anna Lily Bell |
| MR ČR 2023   | Žilina 29. 4. 2023         | Tereza Hrochová              | 35:12.98         | Barbora Lampová        | Gabriela Veigertová  |
| MR ČR 2024   | Holešov 27. 4. 2024        | Moira Stewartová             | 33:18.05         | Simona Vrzalová        | Barbora Lampová      |
| MR ČR 2025   |                            |                              |                  |                        |                      |